# Ногути, Соити
Сои́ти Ногу́ти (яп. 野口 聡一 Ногути Со:ити, род. 15 апреля 1965) — японский авиаинженер и астронавт JAXA.

## Биография
Соити Ногути родился 15 апреля 1965 года в Иокогаме. В Университете Токио получил степени бакалавра (1989) и магистра (1991) по авиационной технике. Затем он работал в группе аэродинамики отделения исследований и разработок компании Ishikawajima-Harima Heavy Industries, где производил аэродинамический расчёт для коммерческих двигателей.
В мае 1996 года он был зачислен в 16-й набор астронавтов НАСА.
Соити Ногути должен был отправиться в первый полёт в марте 2003 года на шаттле «Атлантис» по программе STS-114, однако из-за гибели космического челнока «Колумбия» экипажи были переформированы. Таким образом, в первый раз Соити Ногути полетел в космос 26 июля 2005 года вместе с экипажем челнока «Дискавери» по программе с тем же номером STS-114, получившей название «Возвращение к полётам». За время полёта он совершил три выхода в открытый космос для осуществления текущего ремонта станции. Этот полёт продлился до 9 августа 2005 года.
Во второй полёт к МКС он отправился 21 декабря 2009 года в качестве бортинженера корабля «Союз ТМА-17». Он пробыл на борту станции в составе долговременных экипажей МКС-22 и МКС-23. 2 июня 2010 года Соити Ногути вернулся на Землю на корабле «Союз ТМА-17». Продолжительность полёта составила 163 суток 5 часов 32 минуты и 45 секунд.
В ноябре 2018 года JAXA объявило о выборе в составе члена долговременной экспедиции МКС-62/-63 длительностью примерно шесть месяцев. Начало обучения к экспедиции запланировано на ноябрь 2017 года, запуск на конец 2019 года.
В марте 2020 года был объявлен в составе экипажа первого эксплуатационного полёта корабля от компании SpaceX — Crew Dragon. Вместе с ним полетели Майкл Хопкинс, Виктор Гловер и Шенон Уокер. Запуск корабля произошёл 16 ноября 2020 года. Тем самым, Ногути стал одним из трех астронавтов в истории, освоивших три различных корабля.
25 мая 2022 объявил, что покидает отряд космонавтов JAXA.
Статистика
| # | Стартовый корабль    | Старт, UTC        | Экспедиция             | Корабль посадки      | Посадка, UTC      | Налёт                        | Выходы в открытый космос | Время в открытом космосе |
| - | -------------------- | ----------------- | ---------------------- | -------------------- | ----------------- | ---------------------------- | ------------------------ | ------------------------ |
| 1 | Дискавери STS-114    | 26.07.2005, 14:39 | STS-114                | Дискавери STS-114    | 09.08.2005, 12:11 | 13 суток 21 час 32 минуты    | 3                        | 20 часов 05 минут        |
| 2 | Союз ТМА-17          | 20.12.2009, 21:52 | Союз ТМА-17, МКС-22/23 | Союз ТМА-17          | 02.06.2010, 03:24 | 163 суток 05 часов 32 минуты | 0                        | 0                        |
| 3 | SpaceX Dragon 2 C207 | 16.11.2020, 00:27 | Crew-1, МКС-64/65      | SpaceX Dragon 2 C207 | 02.05.2021, 06:56 | 180 суток (план)             | 0                        | 0                        |
|   |                      |                   |                        |                      |                   | 177 суток 03 часов 04 минут  | 3                        | 20 часов 05 минут        |

## Награды
- Медаль «За заслуги в освоении космоса» (12 апреля 2011 года) — за большой вклад в развитие международного сотрудничества в области пилотируемой космонавтики[7].
- Медаль «За космический полёт» (НАСА)

Также именем Ногути была названа малая планета (5734) Noguchi 

## Личная жизнь
Увлечения: бег, баскетбол, катание на лыжах, отдых на природе. Радиолюбитель с позывным KD5TVP.